# دنیل فرندز
دنیل فرندز (انگلیسی: Daniel Farrands؛ زادهٔ ۳ سپتامبر ۱۹۶۹) فیلم‌ساز آمریکایی است که در ژانر فیلم ترسناک تخصص دارد.

## زندگی
فرندز در ۳ سپتامبر ۱۹۶۹ در پراویدنس زاده شد اما در سانتا روزا، کالیفرنیا در یک «خانواده کاتولیک سختگیر» بزرگ شد. علاقه به فیلم‌های ترسناک در کودکی در فرندز شکل گرفت و پس از دیدن فیلم هالووین (۱۹۷۸) ساخته جان کارپنتر از تلویزیون به‌عنوان «فیلم هفته» ان‌بی‌سی شیفته آن شد. او در سال ۱۹۸۷ از دبیرستان سانتا روزا فارغ‌التحصیل شد و سپس به لس آنجلس نقل مکان کرد تا وارد حرفه‌اش در زمینه فیلم شود.
در سال ۱۹۹۰ فرندز با فیم‌نامه‌ای برای ششمین قسمت در سری فیلم‌های هالووین به سراغ تهیه‌کننده هالووین، مصطفی عقاد رفت. ششمین قسمت پس از اینکه میرامکس حقوق سری فیلم هالووین را کسب کرد، تا سال ۱۹۹۵ برای ساخت در نظر گرفته نشد و فرندز به‌عنوان فیلم‌نامه‌نویس منصوب شد. فیلم هالووین ۶: نفرین مایکل مایرز در سپتامبر ۱۹۹۵ منتشر شد.